# VPR-308
VPR-308 — украинская снайперская винтовка, созданная на основе конструкции спортивной винтовки «Zbroyar» Z-008 К. Ю. Конева.

## История
Демонстрационный образец винтовки был впервые представлен в 2012 году, на учениях вооружённых сил Украины "Перспектива-2012".
В феврале 2013 года демонстрационный образец винтовки был представлен на оружейной выставке IDEX-2013. В целом, до марта 2013 года при содействии ОАО «Завод „Маяк“» и ГК "Укрспецэкспорт" были изготовлены несколько винтовок, которые были проданы за пределы Украины
14 апреля 2014 года директор завода «Маяк» А. Н. Перегудов сообщил, что винтовки подготовлены к серийному производству, а и. о. гендиректора концерна «Укроборонпром» Ю. Ф. Терещенко сообщил, что министерство обороны Украины выразило заинтересованность в приобретении новых винтовок.
Осенью 2014 стало известно, что модель VPR-338 снята с производства. В дальнейшем винтовки VPR-308 и VPR-338 были исключены из перечня оружия, выпускаемого заводом "Маяк".
В 2015 году К. Ю. Конев эмигрировал в США.

## Конструкция
Оружие представляет собой одно-, 5- или 10-зарядную винтовку с продольно-скользящим поворотным затвором. Ствольная коробка изготовлена из термически обработанной нержавеющей стали. Ствол винтовки размещён в перфорированном кожухе, к которому предусмотрено крепление складных сошек.
В многозарядном варианте подача патронов производится из отъёмного коробчатого магазина.
Винтовка оснащена регулируемым спусковым механизмом, регулируемым по длине прикладом и полимерной ложей с прицельной планкой «Пикатинни» (в различных вариантах исполнения, устанавливается короткая или длинная планка). Предусмотрена возможность установки оптических и ночных прицелов.

## Варианты и модификации
- VPR-308Win — под патрон 7,62×51 мм. Первая винтовка была собрана в январе 2014 года[10]. По данным производителя, ресурс винтовки составляет 10 000 выстрелов (в том числе, гарантированный ресурс без снижения характеристик - 6 000 выстрелов)[1]
- VPR-338LM — под патрон .338 Lapua Magnum. По данным производителя, ресурс винтовки составляет 10 000 выстрелов (в том числе, гарантированный ресурс без снижения характеристик — 1 500—2 000 выстрелов, в зависимости от типа применяемых боеприпасов)[1]

## Эксплуатация и боевое применение
- Украина — 26 июля 2014 года на выставке вооружения были представлены 12 шт. винтовок VPR-308, которые в этот же день были переданы 1-й оперативной бригаде Национальной гвардии МВД Украины[11]